# کرونستورف
کرونستورف (به آلمانی: Kronstorf) یک منطقهٔ مسکونی در اتریش است که در ناحیه لینتس لند واقع شده‌است. کرونستورف ۲۱ کیلومتر مربع مساحت دارد ۲۷۷ متر بالاتر از سطح دریا واقع شده‌است.